# Pantetin
Pantetin (bis-pantetin, koenzimski pantetin) je dimerna forma pantotenske kiseline (vitamina B5). On se sastoji od dva molekula pantotenske kiseline vezana cistaminskim grupama. Monomer ovog jedinjenja je poznat kao pantetein i on je intermedijer u produkciji koenzima u telu. Pantetin se smatra biološki aktivnijom formom vitamina B5, ali je manje stabilan, i razlaže se tokom vremena, ako se ne čuva u frižideru.

## Dijetarna suplementacija
Pantetin je dostupan kao dijetarni suplement jer postoje dokazi da je koristan za zdravlje. U više kliničkih ispitivanja na pacijentima sa povišenim nivoima holesterola i triglicerida, totalni i LDL holesterol su umanjeni za 12%, trigliceridi za 18%, i HDL holesterol je povišen za 9%. Ova klinička ispitivanja su sprovedena koristeći dnevne doze u opsegu od 600 do 1200 mg/dan. U tom opsegu doza nema evidencije o postojanju odnosa doze i efekta.
Dalja ispitivanja sa dozama u opsegu 600 - 900 mg/dan su pokazala statistički značajno sniženje nivoa LDL holesterola kod osoba sa znatno ili umereno povišenim nivoima lipida u krvi.

## Spoljašnje veze
|  | Molimo Vas, obratite pažnju na važno upozorenje u vezi sa temama iz oblasti medicine (zdravlja). |